# Going to Pasalacqua
Going to Pasalacqua è un singolo della band punk rock statunitense Green Day, pubblicato nel 2009 dalla Reprise Records. La canzone è stata pubblicata nel 1990 nell'album 39/Smooth, ma è stata rilasciata come singolo mock-up solo il 15 Settembre 2009 con il Box Set Ultimate Collectors 7" Vinyl Singles Box Set in edizione limitata. In questo singolo è ancora presente il batterista che ha formato la band John Kiffmayer.

## Tracce
Testi e musiche di Green Day.
1. Going to Pasalacqua – 3:31
2. Road to Acceptance – 3:36
3. Disappearing Boy – 2:52

Durata totale: 9:59

## Formazione
- Billie Joe Armstrong - chitarra, voce
- Michael Ryan Pritchard - basso, cori
- John Kiffmayer - batteria